# Caixa Catalunya

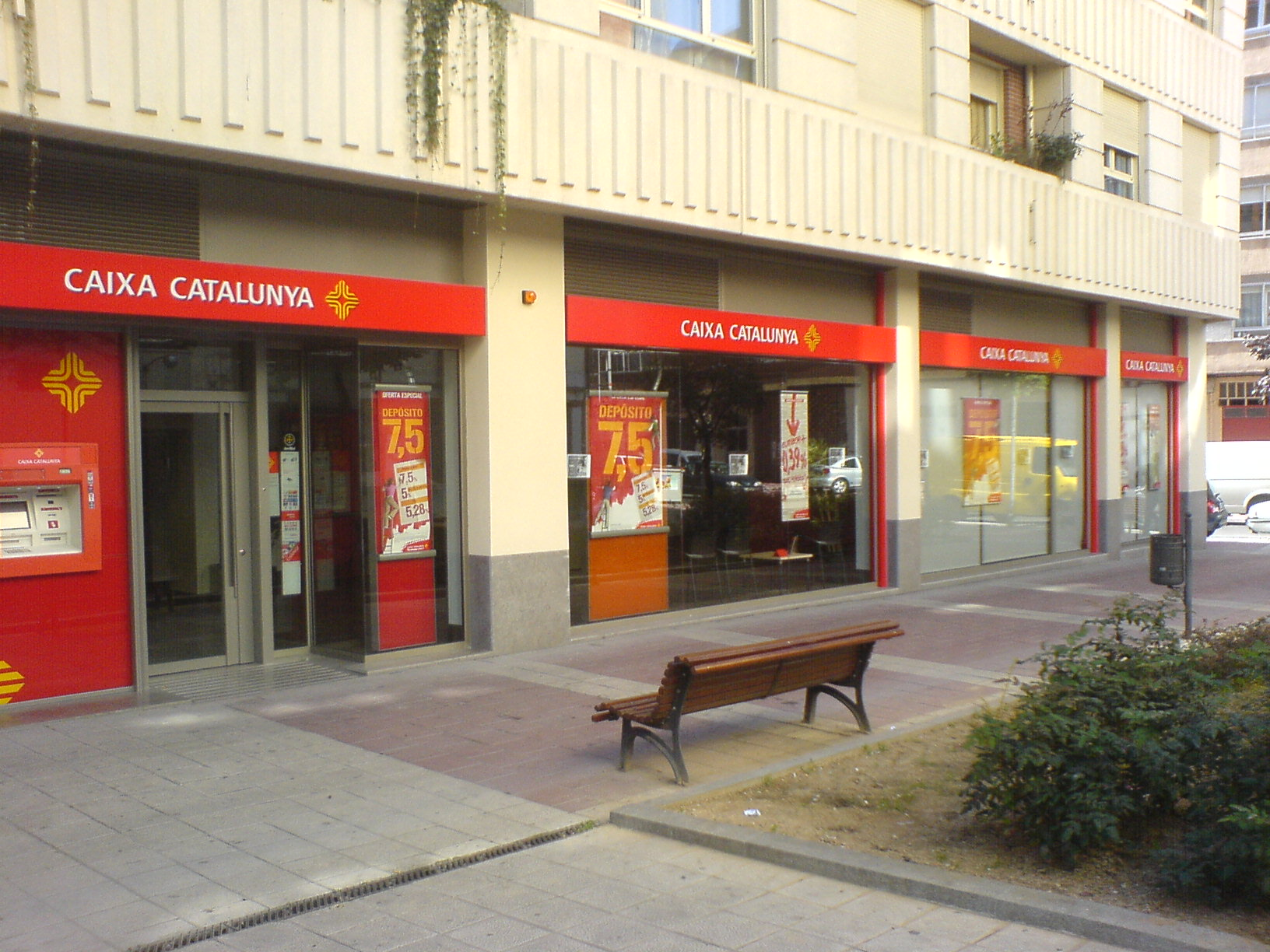
Succursale Caixa Catalunya a Valladolid

La Caixa Catalunya (nome completo Caixa d'Estalvis de Catalunya, cioè "Cassa di Risparmio di Catalogna") è stata una cassa di risparmio della Spagna, la seconda entità finanziaria della Catalogna e la prima fra quelle di proprietà parzialmente pubblica.

## Storia
Fu fondata il 26 ottobre 1926 sotto il nome spagnolo di Caja de Ahorros Provincial de la Diputación de Barcelona ("Cassa di Risparmio Provinciale della Deputazione di Barcellona"). Con la Seconda repubblica spagnola e con la restaurazione della Generalitat, passò a chiamarsi Caja de Ahorros de la Generalitat de Catalunya ("Cassa di Risparmio della Generalitat di Catalogna") e l'allora presidente della Generalitat, Francesc Macià, diventò il nuovo presidente.
Il 1º luglio 2010 si fuse con Caixa Tarragona e Caixa Manresa, adottando il nome di CatalunyaCaixa. Il 30 settembre 2011, CatalunyaCaixa fu nazionalizzata dallo Stato spagnolo per mezzo del Fondo de reestructuración ordenada bancaria ("Fondo di ristrutturazione ordinata bancaria", FROB).. Oggi CatalunyaCaixa continua ad usare il marchio Caixa Catalunya.